# 白岩山风景区
白岩山风景区，是位于中国福建省福州市闽清县三溪乡山墩村山垱自然村的一个風景區，1982年入选第二批闽清县文物保护单位。
白岩山风景区是一套发育完整的典型火山岩系，海拔1237.7米，因山顶岩白如雪而得名，景区内有108处自然景观，有“百景岩”之称，亦有历代诗人题咏、寺庙道观等多处人文景观，其中最为著名的是朱熹所题刻的“八闽岳祖”四字。